# Михайлов, Николай Васильевич (музыкант)
Никола́й Васи́льевич Миха́йлов (8 декабря 1966, Ленинград — 20 апреля 2006, Санкт-Петербург) — советский и российский рок-музыкант, композитор и один из основателей рок-группы Бригадный подряд.

## Биография
Родился 8 декабря 1966 года в Ленинграде. Так как информация о его семье неизвестна, можно предположить, что родители Николая были простыми рабочими. Свою первую группу собрал ещё на рубеже 80-х с компанией школьных друзей. Меняя названия и стили, группа просуществовала до 1985 года, когда молодой поэт и участник игравшей в соседнем дворе группы «Беломор» Антон Соя познакомил друзей с бывшим музыкантом «Народного ополчения» и «Отдела самоискоренения» Фёдором Лавровым, который в том же году записал их дебютный альбом, который, как и группа, получил название «Бригадный Подряд». Николай Михайлов был безусловным лидером и одним из основных авторов «Бригадного Подряда» вплоть до лета 1990, когда группа, записав ещё пару альбомов, быстро разлетевшихся по стране, распалась в первый раз.
Хотя в первой половине 1990-х «Бригадный Подряд» несколько раз собирался в студии или для разовых выступлений, его полноценное возрождение состоялось только летом 1996 года. В 1992 году и 1993 году они пару раз выступают, и выпускают два альбома. К сожалению, у Николая Михайлова уже тогда начались проблемы со здоровьем, вызванные, в том числе, бурным рок-н-рольным образом жизни в сумбурные годы массового рок-туризма. В ноябре 1997 он, в конце концов, был вынужден оставить своё детище, однако песни Николая продолжали украшать репертуар «Бригадного Подряда».

## Болезнь
На одном из концертов какой-то пьяный попадает в Николая Михайлова тяжелым предметом (по одной из версий — пивной бутылкой). Музыкант получает сотрясение мозга, в результате чего даже говорить может с трудом. 
В 2004 году один из его старых знакомых шёл по улице и узнал в сидевшем на улице бомже знакомое лицо Николая. Тот был без зубов, с бородой, тяжело болен, и трудно было узнать в том человеке известного вокалиста «Бригадного Подряда». Узнав об этом, вокалист группы «Король и Шут» Михаил «Горшок» Горшенёв записывает сольный альбом «Я алкоголик анархист», целиком состоящий из песен «Бригадного Подряда». Все деньги, заработанные с альбома и концертов в его поддержку, он передаёт Николаю Михайлову на лечение от болезни. Тем самым он выразил своё уважение человеку, который сильно повлиял на его творчество и на концертах которого он отрывался в молодости. Песни «Бригадного Подряда» «Жизнь» и «Соловьи» в исполнении Горшка обретают новую жизнь и становятся хитами. Собранных денег хватило на небольшую квартиру в Санкт-Петербурге. Но счастливый конец не состоялся: Николай Михайлов прожил в этой квартире недолго.
Зимой 2006 года «Бригадный Подряд» записывал новый альбом. Участники группы пытались привлечь к работе и Николая, но он не выказал особого желания. По словам музыкантов, он явно потерял интерес и к жизни, и к музыке.
К нему изредка заходили старые знакомые: проведать, принести продукты, — но сам он почти ни с кем не общался. По мнению врачей, вызванных на место происшествия, Николай Михайлов умер 20 апреля 2006 года от естественных причин.
Похоронен Николай Михайлов на Южном кладбище города Санкт-Петербурга.